# 増山ともえ
増山ともえ（ますやまともえ）は、日本の女性総合格闘家。

## 概要
イベントコンパニオンとして活躍しながら、170センチを超える長身とキックボクシングの経験を売りに、2004年2月29日に「r」で松田梨路相手にデビューしたが、1ラウンド（腕ひしぎ逆十字固め）で敗退。
同年6月6日には、「Love Impact」で初代UKF女子総合格闘技60kg級王者の篠原光と対戦したが、1ラウンド2分35秒（キャメルクラッチ）で敗退した。その後総合格闘技から引退した。